# Adriaan Metius
Adriaan Adriaanszoon Metius, född den 9 december 1571 i Alkmaar, död den 6 september 1635 i Franeker, var en holländsk matematiker och astronom. 
Metius var professor vid universitetet i Franeker från 1598. Han använde egentligen sitt patronymikon, Adriaanszoon, som efternamn, men kallades Metius. Detta namn kommer troligen från det holländska ordet meten (mäta) och har förmodligen inget att göra med att familjen skall ha härstammat från Metz (Metis). Metius var en tid elev av Tycho Brahe; det viktigaste som han har skrivit är utgivet under titeln Opera astronomica (1633). Det till hans namn knutna närmevärdet 355/113 till π fick han fram genom att bygga vidare på beräkningar som hade utförts av hans far, Adriaan Antoniszoon, som levde 1527—1607 och var militäringenjör, en tid även borgmästare i Alkmaar. 
Nedslagskratern Metius på månen är uppkallad efter honom.